# Пушки острова Наварон (роман)
«Пушки о́строва Нава́рон» (англ. The Guns of Navarone) — остросюжетный приключенческий роман шотландского писателя Алистера Маклина, написанный в 1957 г., о событиях Второй мировой войны (Додеканесская операция). Входит в британскую версию «100 лучших детективных романов всех времен». Продолжение романа — «Десять баллов с острова Наварон».
В 1961 году по роману был снят фильм «Пушки острова Наварон».

## Сюжет
1943 год. Идёт Вторая мировая война. Группе британских «коммандос» приказано уничтожить два гитлеровских крупнокалиберных орудия, расположенных в труднодоступной и хорошо охраняемой пещере на острове Наварон в Эгейском море. Уничтожение батареи позволит провести мимо острова британскую эскадру, направленную для срочной эвакуации с острова Керос (англ. Kheros; варианты перевода — Ксерос, Хирос) 1200 британских солдат.

## Персонажи
- Кит Мэллори — капитан, руководитель группы «коммандос», посланной на уничтожение немецкой береговой батареи. Участвовал в боях на Крите и в Северной Африке. Родился в Новой Зеландии. До войны был известным альпинистом, покорявшим вершины Гималаев.
- Андреа Ставрос — греческий антифашист, бывший подполковник греческой армии, вся его семья погибла от рук немецких и болгарских оккупантов. Друг Мэллори.
- Дасти Миллер — капрал. Американец с ирландскими и польскими корнями. Подрывник. После нападения Германии на Польшу вступил в британскую армию.
- Кейси Браун — старшина, опытный моряк и механик.
- Энди Стивенс — молодой лейтенант ВМС.
- Дженсен — капитан I ранга ВМС, шеф каирского отдела разведывательно-диверсионных операций.
- Лука — греческий подпольщик, по специальности — шофёр.
- Панаис — греческий подпольщик, в действительности агент гитлеровцев.